# 278225 Didierpelat
278225 Didierpelat è un asteroide della fascia principale. Scoperto nel 2007, presenta un'orbita caratterizzata da un semiasse maggiore pari a 2,3899387 UA e da un'eccentricità di 0,1089238, inclinata di 5,72147° rispetto all'eclittica.